# ムセイオン
ムセイオン（古代ギリシア語: Μουσείον、ラテン文字表記:Mouseion）は、古代ヘレニズム世界における学堂。英語で博物館、美術館を意味する museum の語源である。本来は、古代ギリシアで信仰された学術・芸術の女神「ムーサイ」（英語ではミューズ Muse）の祀堂であったものが、学堂として発展したものといわれる。
ギリシア文化の伝播に従い各所に創建されたが、特に有名なものはプトレマイオス朝エジプトにおいて、時のファラオ、プトレマイオス1世が学府アレクサンドリアに設立したもので、王の私財によって万邦の英哲俊士が集められ、文献学を中心に天文学、物理学など学芸が大いに隆盛した。当時世界最大の図書館「アレクサンドリア図書館」もムセイオンの付属機関であった。その後、ローマ支配下でも存続したが5世紀はじめのキリスト教による学者の虐殺を伴うテロリズムによって破壊され消滅した。